# Metaxalona
La metaxalona, es vendida bajo la marca Skelaxin entre otras, es un relajante muscular utilizado para tratar el dolor debido a afecciones musculoesqueléticas .  No se ha encontrado que sea útil en la parálisis cerebral .  Este medicamento se toma por vía oral.  Este medicamento puede utilizarse junto con reposo y fisioterapia . 
Los efectos secundarios de este medicamento incluyen somnolencia, mareos, dolor de cabeza, náuseas e irritabilidad;  otros efectos secundarios pueden incluir anafilaxia, erupción cutánea, ictericia, síndrome serotoninérgico y recuento bajo de glóbulos rojos .  La seguridad de este medicamento durante el embarazo no está clara.  No se sabe exactamente cómo funciona, pero puede deberse a una depresión general del sistema nervioso central . 
Este medicamento fue aprobada para uso médico en los Estados Unidos en 1962.  En Estados Unidos 30 tabletas cuestan alrededor de 24 dólares estadounidenses .  Sin embargo, su uso no suele recomendarse. 